# Franska skolan
Franska skolan (franska: École française) är en stiftelsedriven friskola belägen på Döbelnsgatan 9 i Stockholm, grundad 1862 ursprungligen som en flickskola av den katolska systerkongregationen Sankt Josefs systrar från Frankrike.
Skolan följer den svenska läroplanen men alla elever studerar franska. Skolans elever utgörs främst av svenska barn, men även frankofoner finns. Nuvarande rektor är Björn Kullgard.
På de dryga 150 åren som gått sedan starten har verksamheten utvidgats till att inkludera sexårsverksamhet ända fram till gymnasieskolans tredje årskurs. För helt fransktalande barn i Stockholm finns också alternativet Lycée Français Saint Louis de Stockholm på Stora Essingen, som följer den franska läroplanen och utgör franska statens skola i Sverige.

## Historik
Skolan grundades 1862 av och drevs ursprungligen av franska nunnor från den katolska systerkongregationen Sankt Josefs systrar från Chambéry Frankrike, och var då endast avsedd för flickor. 

### De första åren på Kammakargatan 36
Den lilla gården på Kammakargatan 36 köptes av Mary de Champs 1862, en fransktalande belgisk kvinna som var född i England. Hon kom till Sverige redan 1850 för att hennes son Charles skulle bli sjöofficer och utbildas i Sverige. de Champs fick tillsammans med Florentine de Modelon stöd av den katolska församlingen i Frankrike för att starta en skola, och i oktober 1862 hittade man fastigheten på Kammakargatan. Ett viktigt beslut bakom detta var det så kallade auktorisationsbrevet som undertecknades av Karl XV den 4 juli 1868 och gav mademoiselle Modelon rätten att köpa och äga fastighet i Sverige, trots att de var katoliker. 
Fastigheten köptes för totalt 22 600 francs, ungefär en miljon svenska kronor i 2017 års penningvärde [källa behövs]. I den lilla trädgården bakom huset började skolan i oktober bedriva sin verksamhet. Fastigheten låg i en lantligt präglad miljö och området i denna del av Stockholm var inte så bebyggt. 
Madame de Champs ansvarade för undervisningen och mademoiselle Modelon studerade svenska under tiden. I övrigt anställdes den franska flickan Josefine Chervai som piga och Anders Jansson som dräng. År 1865 hade skolan 22 katolska flickor inskrivna, främst barn till fattiga arbetare och hantverkare i Stockholm. Under denna tid var skolan även kombinerat barnhem, först 1869 började elever som bodde hemma studera vid skolan. Kontinuerligt skickades systrar från Frankrike att tjänstgöra som lärarinnor i franska vid skolan, och svenska lärarinnor utbildade eleverna i svenska. Ekonomin var under denna tid fortsatt ansträngd, trots årliga bidrag från katolska L’Œuvre pontificale de la propagation de la foi i Lyon, och man var helt beroende av detta för att överleva.

### Flytten och åren på Drottninggatan 108
1868 tog man beslutet att flytta skolan; nu hade antalet elever uppnått 55. Man hittade till sist fastigheten på Drottninggatan 108, som var en kringbyggd gård med två större hus. En kvinna som kom att spela en stor roll under de första åren på Drottninggatan var Jenny Müller. Hon var dotter till en av sex svenska kvinnor som 1858 landsförvisades i den så kallade konvertitprocessen. Dessa kvinnor hade konverterat till katolicismen och tvingats lämna Sverige. Jenny Müller växte således upp i Frankrike. 1862, 18 år gammal, återvände hon till Sverige. 1870, två år efter skolans flytt, avled föreståndarinnan madamoiselle Modelon endast 41 år gammal den 13 april. 
Under de kommande åren på Drottninggatan förändrades skolan radikalt. Mellan 1872 och 1878 fördubblades elevantalet från 43 till 112. Och där skolan inledningsvis hade haft fattiga elever började nu borgerskapet sätta sina barn i skolan, det fanns säkerligen en attraktion till det franska språket och kulturen, som upplevdes väldigt fin. Skolan uteslöt dock inte elever, varken på grund av politik eller ekonomi, och Hjalmar Branting satte sin dotter Sonja i skolan 1897, där hon mottogs väl.
Under 1880-talet hade de sanitära förhållandena försämrats rejält i Stockholm och Albert Lindhagen presenterade en plan som skulle förvandla Stockholm till en modern stenstad. Drottninggatan, där skolan nu låg, skulle komma att förändras och skolans byggnad skulle behöva rivas. Därför fick man på nytt leta efter nya lokaler. I slutet av 1909 hittade man vad man letade efter, på Döbelnsgatan 7 och 9. En stor renovering behövdes då det fanns bostäder i husen, och den 1 oktober 1910 köptes fastigheten för 230 000 kronor, i dagens penningvärde 12 miljoner kronor. Den sista skolavslutningen på Drottninggatan 108 hölls 30 maj 1911.

### Döbelnsgatan och höjderna kring Johannes
15 oktober 1911 hölls invigningen i de nya lokalerna på Döbelnsgatan och festen ägde rum i den ljusa gymnastiksalen, som ansågs vara väldigt modern för sin tid. Dagens Nyheter skrev ett referat från invigningen: 
"Mot slutet av sitt anförande vände sig d:r Westrin på franska till franska ministern Thiébaud, hvilken jämte sin syster varit en af skolans första lärjungar. Sedan franska ministern tackat och önskat skolans välgång, sjöngs Gounods 'Gloire à toi' och den vackra festen var slut. Skolan, som för närvarande har öfver 100 lärjungar, är att lyckoönska till de ljusa, vackra lokaler, den nu erhållit. I första och andra våningen äro klassrum, samlings-, och kollegierum belägna... I öfversta våningen bo skolans utländska och några svenska lärarinnor". Skolans nya lokaler på Döbelnsgatan ligger på Brunkebergsåsen norra höjder vackert belägen bredvid Sankt Johannes kyrka, Stockholm. 
I slutet av 1920-talet började man anordna resor till Frankrike, med den första resan 1929 till Cognac, som idag har utvecklats till att man kan göra utbytesstudier i bland annat Marocko och Kanada, men även andra delar av den frankofona världen.

### Nutid
1968 togs de första pojkarna in på skolan. De kom från Carlssons skola som hade platsbrist och skickade iväg några elever utan att man talade om att det handlade om pojkar. Sedan 1973 går både flickor och pojkar på skolan. Skolans starka arv från flickskoletiden lever kvar än i dag då endast 40 % av skolans elever är pojkar.
Lågstadieeleverna bär än idag de klassiska blå rockarna med skolans emblem på vänster sida av bröstet, vilka infördes när skoluniformen försvann, för att förhindra att privata kläder skulle medföra snobberi. Skolavslutningarna hålls fortfarande i Johannes Kyrka. 

### Skolbyggnad
Till en början bedrevs skolans verksamhet på Kammakargatan i samma kvarter som den nuvarande skolbyggnaden ligger i. Nuvarande skolhuset på Döbelnsgatan 9 blev ombyggt för Franska skolan 1911. Ursprungligen uppfördes det 1874 efter C N Söderbergs ritningar. 1957 tillkom påbyggnaden. År 2010 anskaffades dessutom fastigheten på Döbelnsgatan 3, även kallad Fattighuset, som idag används för gymnasister på det samhällsvetenskapliga och humanistiska programmet.

### Kontroverser
Skolan har vid flertal tillfällen haft problem med sexuella trakasserier och uthängningar av elever på sociala medier. Skolledningen reagerade inte på anmälningarna under två år.

## Föreståndarinnor/Rektorer
- Florentine Modelon 1862–1870
- Anais Gallioz 1870–1894
- Jenny Müller 1894–1924
- Jeanne Roullier 1924–1945
- Elisabeth Carrier 1945–1978
- Marie-Louise Reuter 1978–1985
- Carola Loughran 1985–1995
- Véronique Lönnerblad 1995–2005
- Eva Näslund 2005–2015
- Björn Kullgard 2015–2021
- Johan von Gerber 2023-

## Alumni (urval)
Bland tidigare elever på skolan märks bland annat:
- Agneta von Schinkel
- Alesso
- Anita Björk[10]
- Ann-Charlotte Björling[10]
- Anton Abele[14]
- Antonia Ax:son Johnson[15]
- Claire Wikholm[16]
- Ebba Witt-Brattström[17]
- Ellen Rasch[10]
- Fatima Gerhard[10]
- Greta Thunberg[18] [19]
- Hagasessorna[20]
- Helena Brodin[10]
- Karin Larsson[21]
- Kjerstin Dellert[10]
- Märta Dorff[10]
- René Malaise
- Steve Sem-Sandberg[22]
- Tatiana Angelini
- Viveca Lindfors[10]
- Joel Lützow
- Lill-Tollie Zellman